# ناحیه هیز، شهرستان اوتسگو، میشیگان
ناحیه هیز (به انگلیسی: Hayes Township) یک منطقهٔ مسکونی در ایالات متحده آمریکا است که در شهرستان آتسگو، میشیگان واقع شده‌است.
 ناحیه هیز ۱۸۲٫۵ کیلومتر مربع مساحت و ۲٬۳۸۵ نفر جمعیت دارد و ۴۳۳ متر بالاتر از سطح دریا واقع شده‌است.